# Championnat d'Europe des moins de 19 ans féminin de handball 2002
Navigation
France 2000 Turquie 2004
Le championnat d'Europe des moins de 19 ans féminin de handball 2002, aussi nommé championnat d'Europe junior féminin de handball, est la 4e édition du tournoi. Il se déroule en Finlande  du 23 août au 1er septembre 2002. Seules les joueuses nées après le 1er janvier 1983 peuvent participer à la compétition.
La Russie remporte son premier titre dans la catégorie en battant la Hongrie en finale (25-24).

## Résultats

### Tour final
|  | Demi-finales  | Demi-finales | Demi-finales | Demi-finales |                               |         | Finale        | Finale        | Finale        | Finale        |
|  |               |              |              |              |                               |         |               |               |               |               |
|  | 31 août       | 31 août      | 31 août      | 31 août      |                               |         | 1er septembre | 1er septembre | 1er septembre | 1er septembre |
|  | Hongrie       | Hongrie      | 24           | 24           |                               |         | 1er septembre | 1er septembre | 1er septembre | 1er septembre |
|  | Hongrie       | Hongrie      | 24           | 24           |                               |         | 1er septembre | 1er septembre | 1er septembre | 1er septembre |
|  | Pays-Bas      | Pays-Bas     | 16           | 16           |                               |         | 1er septembre | 1er septembre | 1er septembre | 1er septembre |
|  | Pays-Bas      | Pays-Bas     | 16           | 16           | Hongrie                       | Hongrie | 24            | 24            |               |               |
|  | 31 août       |              |              |              | Hongrie                       | Hongrie | 24            | 24            |               |               |
|  |               |              | Russie       | Russie       | 25                            | 25      |               |               |               |               |
|  | Russie        | Russie       | Russie       | Russie       | 25                            | 25      | 28            | 28            |               |               |
|  | Russie        | Russie       |              |              |                               |         |               | 28            |               |               |
|  | Espagne       | Espagne      | 24           | 24           |                               |         |               |               |               |               |
|  | Espagne       | Espagne      | 24           | 24           | Match pour la troisième place |         |               |               |               |               |
|  |               |              |              |              |                               |         |               |               |               |               |
|  | 1er septembre |              |              |              |                               |         |               |               |               |               |
|  | Pays-Bas      | Pays-Bas     | 19           | 19           |                               |         |               |               |               |               |
|  | Pays-Bas      | Pays-Bas     | 19           | 19           |                               |         |               |               |               |               |
|  | Espagne       | Espagne      | 27           | 27           |                               |         |               |               |               |               |
|  | Espagne       | Espagne      | 27           | 27           |                               |         |               |               |               |               |

## Le vainqueur
| Champion d'Europe junior 2002 Russie 1re victoire |

## Classement final
Le classement final de la compétition est :
| Rang                      | Équipe    |
| ------------------------- | --------- |
| Médaille d'or, monde      | Russie    |
| Médaille d'argent, monde  | Hongrie   |
| Médaille de bronze, monde | Espagne   |
| 4                         | Pays-Bas  |
| 5                         | France    |
| 6                         | Suède     |
| 7                         | Roumanie  |
| 8                         | Slovénie  |
| 9                         | Pologne   |
| 10                        | Lituanie  |
| 11                        | Allemagne |
| 12                        | Finlande  |